# Skarstjärnen
Skarstjärnen är en sjö i Malung-Sälens kommun i Dalarna och ingår i Dalälvens huvudavrinningsområde. Sjön har en area på 0,0776 kvadratkilometer och ligger 419,1 meter över havet. Sjön avvattnas av vattendraget Ällingån.

## Delavrinningsområde
Skarstjärnen ingår i det delavrinningsområde (673914-136193) som SMHI kallar för Inloppet i Rönnhällsjön. Medelhöjden är 453 meter över havet och ytan är 9,36 kvadratkilometer. Det finns inga avrinningsområden uppströms utan avrinningsområdet är högsta punkten. Ällingån som avvattnar avrinningsområdet har biflödesordning 3, vilket innebär att vattnet flödar genom totalt 3 vattendrag innan det når havet efter 418 kilometer. Avrinningsområdet består mestadels av skog (61 procent) och sankmarker (33 procent). Avrinningsområdet har 0,08 kvadratkilometer vattenytor vilket ger det en sjöprocent på 0,9 procent.